# كيفن مورغان (لاعب اتحاد الرغبي)
كيفن مورغان (بالإنجليزية: Kevin Morgan)‏ هو لاعب اتحاد الرغبي بريطاني، ولد في 23 فبراير 1977 في Pontypridd ‏ في المملكة المتحدة.